# Fållnäsviken

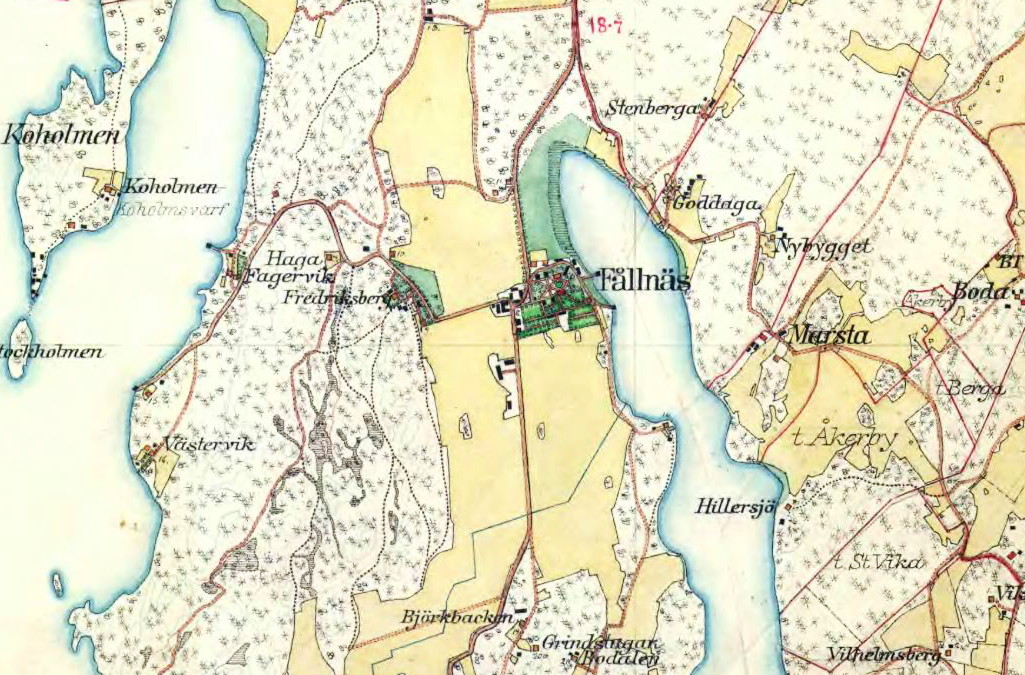
Fållnäs gård och Fållnäsviken, 1901.

Fållnäsviken är en havsvik av Östersjön i Nynäshamns kommun, Stockholms län. 

## Beskrivning
Fållnäsviken är smal och sträcker sig cirka tio kilometer in i landet. På forntiden var det ett sund som fortsatte norrut till Grimstaviken (i Himmerfjärden). Skansberget i Fållnäs och fynd efter bosättningar vittnar om vikens betydelse. Längst in vid vikens västra sida ligger det anrika säteriet Fållnäs. 
På östra sidan märks Stora Vika, vars numera nedlagda cementfabrik (se Stora Vika cementfabrik) har en kajanläggning med djuphamn vid Fållnäsviken. Fabrikens båda 60 meter höga skorstenar fungerar som landmärke för sjötrafiken. Söder om Stora Vika märks Djursnäs gård, vars ägor gränser till Fållnäsviken samt Rosenlundsskogens naturreservat.

## Bilder

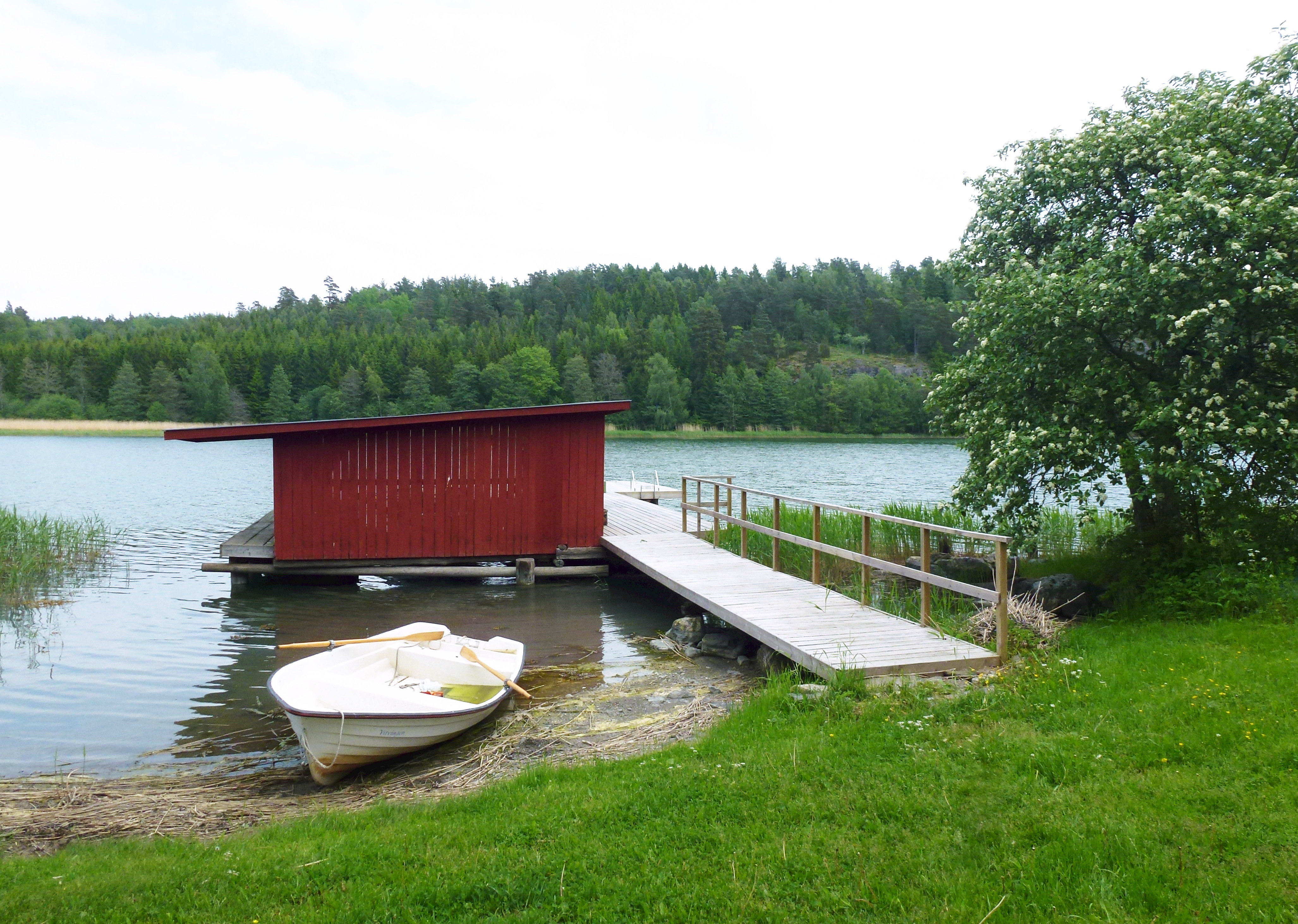
Fållnäsviken vid  Fållnäs gård.
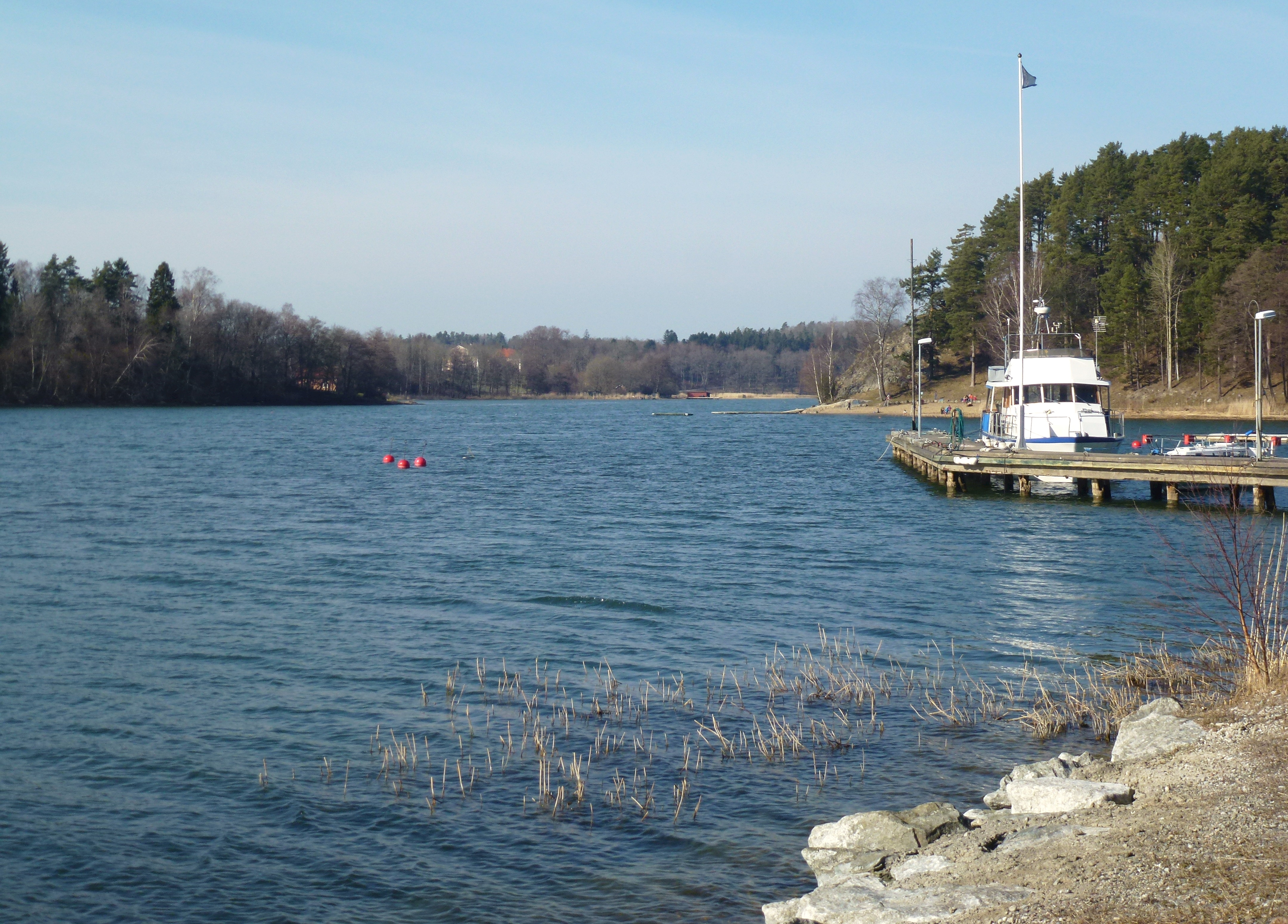
Fållnäsviken mot norr vid Stora Vika.
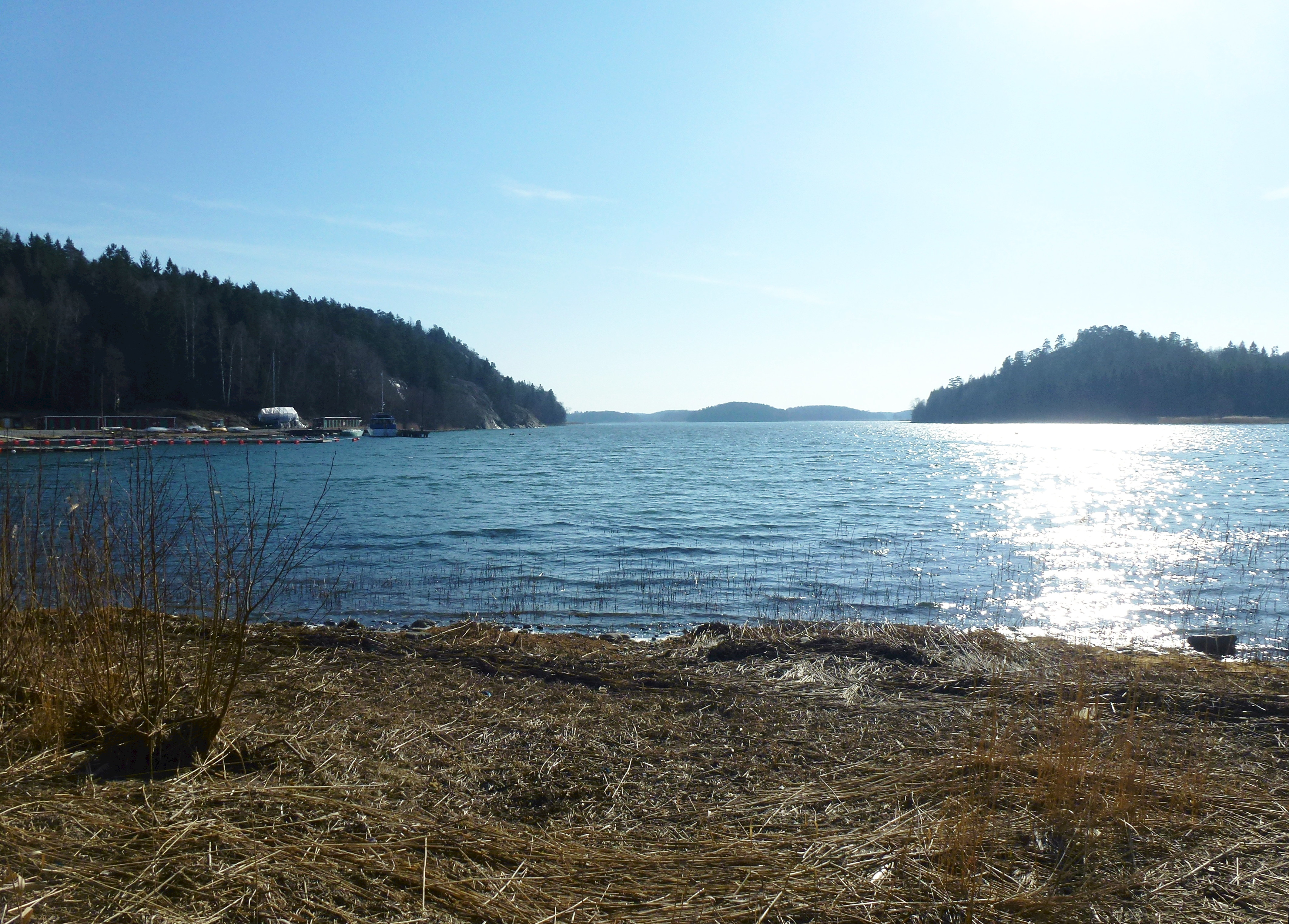
Fållnäsviken mot syd vid Stora Vika.
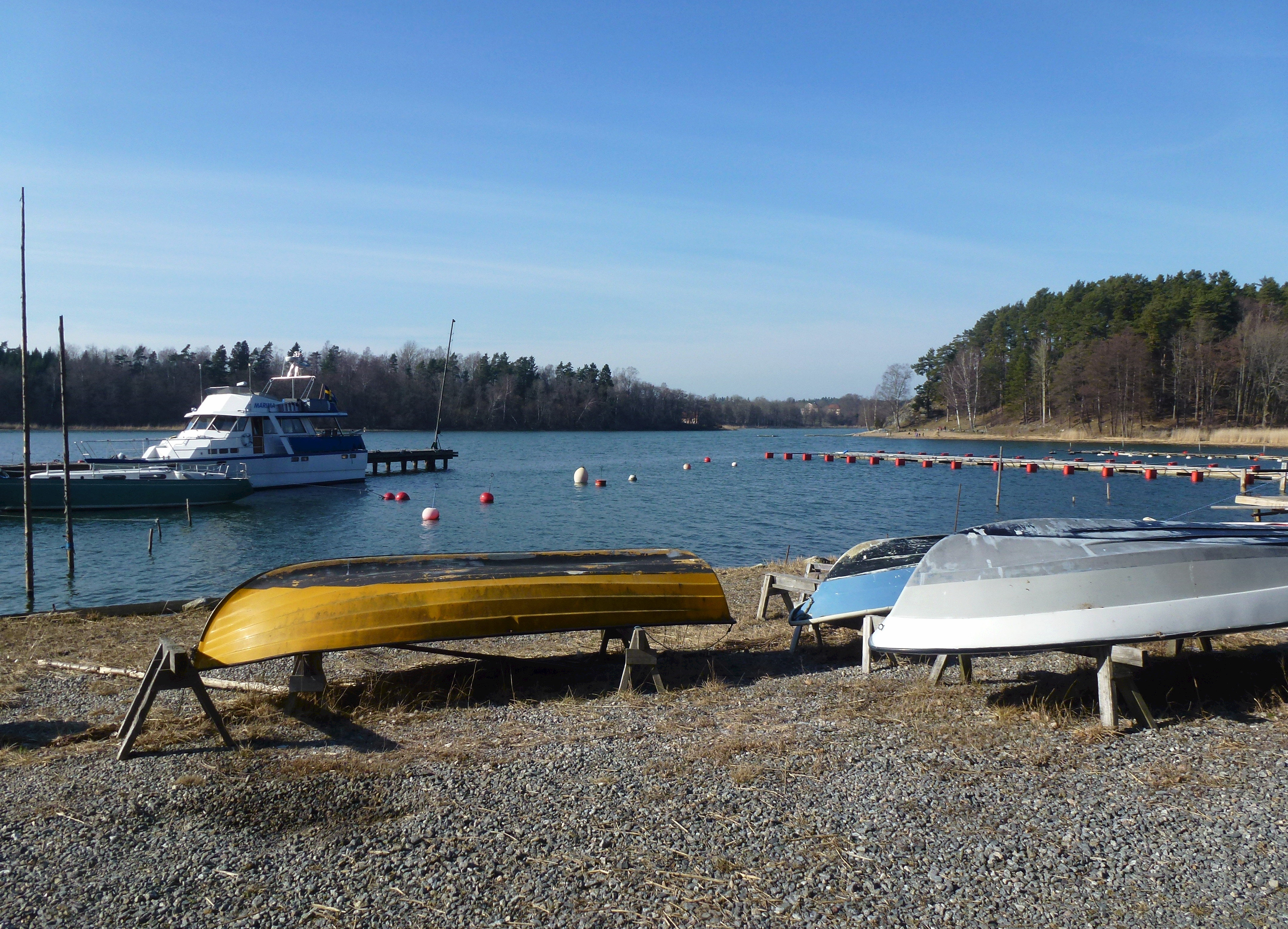
Stora Vika småbåtshamn vid Fållnäsviken.